# Zagrebška borza
Zagrebška borza, s kratico ZSE (hrvaško Zagrebačka burza), je borza s sedežem v Zagrebu. Je edina hrvaška borza. Na borzi se trguje z delnicami, obveznicami in komercialnimimi zapisi hrvaških družb.
Zagrebška borza je bila ustanovljena leta 1991 kot naslednica »Zagrebške borze za blago in vrednote«, ki jo je leta 1907 ustanovil Samuel David Aleksander. Marca 2007 je pripojila Varaždinsko borzo (VSE) in oblikovala enotni hrvaški kapitalski trg, ki je po tržni kapitalizaciji in obsegu trgovanja vodilni v regiji. Skupna tržna kapitalizacija ZSE je na dan 31. december 2016 znašala 232,4 milijarde kn (30,8 milijarde €).
Borza ima otvoritveno avkcijo od 9.00 do 9.30 in osrednjo fazo trgovanja od 9.30 do 15.55 vse dni v tednu, razen ob sobotah, nedeljah in praznikih, ki jih borza vnaprej prijavi.
Zagrebška borza se nahaja v nebotičniku Eurotower na križišču Vukovarske in Lučićeve ulice. Je članica Zveze evro-azijskih borz. Objavlja naslednja indeksa:
- CROBEX, delnice
- CROBIS, obveznice